# En su salsa
En su salsa es una reedición en versión salsa del álbum Andy & Lucas. Salió a la venta en 2004.

## Lista de canciones
| N.º | Título                 | Duración |  |
| 1.  | «Son de amores»        |          |  |
| 2.  | «Tanto le quería»      |          |  |
| 3.  | «La llama del amor»    |          |  |
| 4.  | «Mírame a la cara»     |          |  |
| 5.  | «Hasta los huesos»     |          |  |
| 6.  | «El ritmo de María»    |          |  |
| 7.  | «Dame un besito»       |          |  |
| 8.  | «Como caído del cielo» |          |  |
| 9.  | «Un rinconcito al sur» |          |  |
| 10. | «Y en tu ventana»      |          |  |
| 11. | «Manos del mundo»      |          |  |

Notas:
- «Hasta los huesos» fue compuesta por Ela Ruiz.
- El resto de canciones fue compuesta por Lucas González.

- Datos: Q5832137